# Gelephu
Gelephu (dzongkha: དགེ་ལེགས་ཕུ་; Wylie: dge-legs-phu) es una localidad en el distrito de Sarpang, al sur de Bután. Se encuentra en la frontera con la India, a 30 km al este de Sarpang, la capital del distrito, y presenta una población de 9858 de acuerdo al censo de 2017. Se trata de uno de los puntos de entrada por carretera al país desde la India; Phuntsholing al oeste y Samdrup Jongkhar al este son los otros accesos terrestres.

## Historia
La ocupación del área comenzó en la década de 1960, cuando el primer asentamiento se trasladó de las orillas del Mo Chhu a la zona del actual Gelephu, que solía ser conocida como Hati Sahar («lugar infestado de elefantes»). Aunque Sarpang es el centro administrativo del distrito, Gelephu ha prosperado como ciudad comercial transfronteriza.

## Desarrollo
El entorno geográfico de la ciudad con un terreno relativamente plano, ubicación céntrica y proximidad y una conectividad bien establecida con la India son factores favorables para el desarrollo de la ciudad. De esta manera, Gelephu se concibe como un centro de crecimiento para el centro-sur de Bután que sirve a una serie de asentamientos más pequeños como Sarpang, Damphu, o Zhemgang.
El Plan de Estructura para Gelephu se encarga de desarrollar el plan urbanístico, la red de carreteras y el sistema de espacios abiertos y de servicios. También incluye estrategias de implementación y gestión, plan de inversiones y regulaciones de control de desarrollo para un crecimiento coherente de la ciudad. Gelephu cuenta con una Oficina Regional de Comercio e Industria, que se fundó en 1986 para facilitar las actividades socioeconómicas y el crecimiento económico del país. La oficina atiende desde 2006 a tres distritos: Dagana, Sarpang y Tsirang. Aun con estos planes urbanísticos, en 2021 los residentes señalaron varios problemas, tales como suministro de agua irregular, fugas en el alcantarillado y falta de drenaje adecuado.